# Adolfo Carretero Pérez
Adolfo Carretero Pérez (Requena, provincia de Valencia, 6 de julio de 1926-Madrid, 18 de diciembre de 1994) fue un jurista y escritor español. Era hijo de un guardia civil leal a la Segunda República Española. Adolfo Carretero estaba casado y tenía cuatro hijos.
Se licenció en Derecho por la Universidad de Valencia y se especializó en la Jurisdicción contencioso-administrativa. Tras finalizar su formación universitaria, inició su carrera judicial en el año 1953, trabajando en el juzgado de la localidad alicantina de Pego. Más tarde fue trasladado al juzgado de Albarracín (provincia de Teruel) y seguidamente volvió a la provincia de Alicante, donde estuvo en el de Monóvar.
En el año 1960 por oposición ganó una plaza de magistrado en lo Contencioso Administrativo de la Audiencia Provincial de Valencia, donde a su vez en la misma universidad valenciana en la que estudió, fue colaborador de la Cátedra de Derecho administrativo. En 1971, se trasladó a Madrid para ocupar una plaza en la Sala Primera de la Audiencia Provincial y un año más tarde, con carácter eventual, fue magistrado de las salas Tercera y Quinta del Tribunal Supremo (TS). En 1980 fue designado como miembro del Consejo General del Poder Judicial (CGPJ), del cual en julio de 1985 fue vicepresidente del organismo.
Seguidamente el 5 de noviembre de 1987 fue nombrado presidente de la Sala Quinta del Tribunal Supremo. Durante esa época, la remodelación de la ley de Demarcación y Planta Judicial produjo la unión de varias Salas del Supremo, lo que llevó a Adolfo Carretero a ser elegido por el Senado como consejero del Tribunal de Cuentas, del cual el 29 de noviembre de 1990 prestó juramento como nuevo presidente de este organismo, en sustitución de Pascual Sala.
Como presidente, fue reelegido al año siguiente y en su cargo ante la Comisión del Tribunal de Cuentas de las Cortes, en 1993 solicitó más competencias para el órgano.
Al poco tiempo de su reelección como presidente del tribunal de cuentas, dimitió del cargo al descubrir que padecía cáncer de hígado. En su sustitución fue nombrado de manera interina, Ciriaco de Vicente.
Tras su lucha contra esta enfermedad, la madrugada del día 18 de diciembre de 1994 falleció a sus 68 años de edad, en una clínica madrileña.
Finalmente sus restos fueron enterrados al día siguiente, en un panteón familiar situado en el Cementerio de La Almudena de Madrid.